# 中津市歴史博物館
中津市歴史博物館（なかつしれきしはくぶつかん）は、大分県中津市1290番地（三ノ丁）にある博物館（登録博物館）。愛称は「なかはく」。

## 歴史
2019年（令和元年）11月1日、中津市歴史民俗資料館を改組して開館した。
中津城三の丸に位置し、付近には中津市立南部小学校、新中津市学校（旧小幡記念図書館）、中津市立小幡記念図書館、中津市立木村記念美術館などがある。分館として大江医家史料館と村上医家史料館がある。

## 所蔵
前身である中津市歴史民俗資料館が収蔵していた民俗資料・歴史資料や、中津市立小幡記念図書館に所蔵されていた大分県指定有形文化財の「惣町大帳」などの中津藩政史料、および蘭学・医学関係史料、中津市内で発掘された考古遺物を収蔵品の中核とする。
解体新書、村上玄水関連史料、学問のすゝめ初版本などの一部収蔵は国文学研究資料館のデータベースで画像が閲覧できる。

## 展示
館内は大きく無料ゾーン・有料ゾーン・バックヤードに分かれ、有料ゾーンの展示室1では中津の通史が学べるほか、慶應義塾福澤研究センターが所有する福澤諭吉関連史料を常時数点観覧することができる。展示室2は主に企画展に用いられる。
無料スペースには、中津城の石垣を見ることができる眺望ラウンジのほか、中津祇園や鶴市花傘鉾神事の年中行事を紹介するお祭りギャラリー、石垣と城下町のなりたちを学べる石垣シアター、勾玉や機織り、石垣積みなどの体験コーナーなどがある。

## 施設

### 有料ゾーン
- 展示室1（通常は通史展示）
- 展示室2

### 無料ゾーン
- 眺望ラウンジ（ロビー）
- お祭りギャラリー
- ミュージアムショップ 晩香堂
- カフェ 華林茶房
- 石垣シアター
- 体験コーナー
- 民具展示室

## 利用案内
開館時間
- 9時から17時（入館は16時30分まで）

休館日
- 毎週月曜日、年末年始（12月29日～1月3日）

常設展観覧料
- 高校生以上 - 300円
- 中学生以下 - 無料
- 20名以上の団体 - 100円
- 障がい者とその介護者1名 - 無料

交通アクセス
- 自動車 - 東九州自動車道中津インターチェンジから約20分または上毛スマートインターチェンジから約15分
- 公共交通機関 - JR日豊本線中津駅から徒歩約15分

## 組織
当館の管理運営を含む文化財の保護行政は中津市教育委員会社会教育課が所管し、2020年（令和2年）4月1日時点で文化財専門職員は計9名。2名の美術専門学芸員とともに当館に配属され、博物館学芸員としての業務と文化財保護や調査の業務を担当している。
| 階              | 部署                                 | 業務内容 |
| --------------- | ------------------------------------ | --- |
| 歴史博物館      | 社会教育課歴史博物館歴史・文化芸術係 | 文化財資料の収集整理・保存活用、中津市歴史博物館の運営、郷土の先哲の研究、各種郷土芸能の保存・育成、耶馬渓風物館の運営、文化芸術の振興、美術資料の保存管理・活用、中津市木村記念美術館の運営に関すること。 |
| サンリブ中津2階 | 社会教育課歴史博物館文化財係         | 文化財の調査・保存活用、文化財の指定・解除、文化財調査委員会、文化財保護思想の普及、指定文化財、埋蔵文化財、文化財関係団体の指導育成に関すること。                                                         |